# Louis Vuitton
Louis Vuitton (в русской транскрипции передаётся как «Луи́ Вюитто́н»; французское произношение: [lwi vɥitɔ̃]) — французский дом моды, специализирующийся на производстве чемоданов и сумок, модной одежды, парфюмерии и аксессуаров класса «люкс» под одноимённой торговой маркой.
В настоящее время компания является частью международного холдинга LVMH.

## Основатель компании
Луи Вюиттон родился в 1821 году в регионе Франш-Конте (ныне — Бургундия — Франш-Конте). Ещё в детстве научился пользоваться инструментами своего отца-столяра. В 14 лет Луи решил попытать счастья в Париже, куда отправился пешком; ему пришлось пройти 400 километров, отделявших его от столицы. В 1837 году поступил учеником к мастеру по изготовлению сундуков и стал делать дорожные сундуки. Чемоданов в современном понимании тогда ещё не существовало, таким образом, Луи, придумав их, совершил прорыв в этом деле, совпавший с развитием железнодорожного транспорта и круизных лайнеров, когда люди стали активнее перемещаться. Предложенные мастером плоские чемоданы (они получили название Trianon, по названию специальных непромокаемых тканей, которыми были обтянуты) произвели настоящий фурор: их можно было ставить один на другой и легко открывать сбоку.
Луи Вюиттон также изобрел круглую сумку для шофёра (её размещали в отверстии запасного колеса), нетонущий чемодан на воздушной подушке и кофр-секретер, который можно было использовать как письменный стол.
Его слава как мастера по изготовлению чемоданов росла, чему немало способствовала императрица Евгения, жена Наполеона III.
В 1854 году Вюиттон основал собственный торговый дом. Следы его до сих пор можно увидеть на фронтоне магазина в Париже на Елисейских Полях, где значится: «Louis Vuitton, изготовление чемоданов, парижский торговый дом, основанный в 1854 году».

## Продолжение семейного дела
Когда Луи Вюиттон окончил свой земной путь, его дело продолжили потомки. Сын Жорж Вюиттон возглавил компанию в 1892 году. Именно он разработал монограмму бренда: цветок с четырьмя лепестками, помещенный в круг, ромб с четырёхконечной звездой, такая же звезда в негативном варианте и инициалы LV. Жорж также создал первую сумку этой марки, которую путешественники стали носить с собой. В качестве таковой неожиданно завоевала популярность легкая сумка из парусины, которая изначально предназначалась для хранения грязного белья в чемодане.
С 1936 года фирму возглавлял Гастон Луи Вюиттон, затем управление перешло к его дочери Одиль.

## Международный холдинг LVMH
Сегодня деятельность марки Louis Vuitton представлена компанией Louis Vuitton Malletier (LVM). Эта компания до 1987 года была филиалом холдинга Louis Vuitton SA, включающего в себя другие торговые дома, например «Вдова Клико Понсарден». Группа Louis Vuitton представлена на парижской бирже.
В 1987 году эта группа слилась с другим игроком рынка продуктов роскоши, производящим вина и спиртные напитки, Moët Hennessy.
В 1989 году контроль над компанией получил один из её основных акционеров — французский миллиардер Бернар Арно.

## Традиции предприятия

### Сумки
Девиз парижского дома Louis Vuitton: «Каждый чемодан должен сочетать в себе высокую мобильность и лёгкость».
У фирмы есть дополнительная мастерская, специализирующаяся на особых заказах и расположенная в Аньере, в департаменте О-де-Сен.
Для изготовления сумок Louis Vuitton использует не только кожу, но и ткани. Особенно известны ткань в красно-бежевую полоску, ткань в клетку и монограммная ткань (с цветным логотипом марки), изобретённая в 1896 году. В настоящее время существуют новые варианты исполнения этой ткани: наиболее известные из них — классический двухцветный и авангардистский в тридцати трёх цветах, но лишь на лаковой коже и джинсовой ткани.
По традиции фирмы, чтобы избежать подделок, все непроданные сумки возвращают в Париж, где их сжигают в огне.
В 2019 году дом Louis Vuitton представил технологичные сумки с гибким дисплеем.

### Архитектура
Архитектура также является семейной традицией. В 1912 году сын Луи Виттона построил в сердце Парижа, на Елисейских Полях, прекрасное здание в стиле «модерн» (франц. art nouveau). Затем, после выхода на международный рынок, торговая марка открыла в Лондоне, Нью-Йорке и Токио магазины, архитектурному облику которых уделяется немало внимания.

### Спорт
Группа Louis Vuitton является спонсором ряда крупных спортивных мероприятий. Примером тому является Кубок Луи Виттона — парусная регата, которая служила отборочным туром для Кубка Америки, самого престижного трофея в мире парусного спорта. Группа Louis Vuitton спонсировала эти соревнования на протяжении четверти века — с 1983 по 2007 год. В 2019 году она предоставила кубок для Чемпионата мира по игре League of Legends компании Riot Games, а также разработала капсульную коллекцию одежды и сумок по мотивам вселенной LoL (сокращенное название игры, принятое среди поклонников).

## Дом моды
В 1998 году Louis Vuitton расширяет сферу деятельности и выходит на новый для себя сектор рынка — модный, что имеет определяющее значение в смене облика предприятия. С новым художественным директором, Марком Джейкобсом, появляются отделы готового платья, обуви, аксессуаров и ювелирных изделий. 
4 ноября 2013 года его на посту креативного директора отдела женской одежды заменил известный модельер Николя Жескьер. В марте 2018 года отдел мужской одежды после ухода англичанина Кима Джонса возглавил американский дизайнер Вирджил Абло, который находился в этой должности до своей смерти от рака в 2021 году. В феврале 2023 креативным директором мужской линии Louis Vuitton стал американский рэпер, автор песен, продюсер и дизайнер одежды Фаррелл Уильямс.
На сегодняшний день дом моды Louis Vuitton имеет свои фирменные магазины в 53 странах мира.

### Парфюмерная линия
С 1 сентября 2016 года в бутиках Louis Vuitton появилась в продаже собственная коллекция ароматов для дам, составленная Жаком Кавалье, обладателем FiFi Awards. В 2018 году в продажу поступает новая туалетная вода для мужчин, а с лета 2019 года фирма начинает производить парфюм в стиле унисекс.
Уместно напомнить, что в 20-е годы XX века Дом уже занимался производством духов, однако старые рецепты были утрачены в ходе Второй мировой войны.

## В России
В 2007 году лицом бренда стал первый и последний президент СССР Михаил Горбачёв, который принял участие в рекламной кампании наряду с такими знаменитостями, как немецкая теннисистка Штеффи Граф и её американский коллега Андре Агасси и французская актриса Катрин Денёв.
На 2022 год в России было открыто шесть магазинов Louis Vuitton: четыре в Москве, еще по одному в Санкт-Петербурге и Сочи. В марте 2022 года, из-за российского вторжения на Украину, группа LVMH объявила о закрытии в России своих магазинов, в том числе Louis Vuitton.

## Реклама
В рекламе дорожной линейки (сумок и т. п.) снимался Шон Коннери.
В 2009 году лицом бренда была Мадонна.
С 2011 года марку представляет Анджелина Джоли.
С 2016 года лицом бренда стала Алисия Викандер.
В 2018—2019 годах послом моды являлась Эмма Стоун.
Сезон 2019/20 года доверили олицетворить Тэндиве Ньютон и Самаре Уивинг.
С апреля 2021 года глобальными амбассадорами бренда стали члены южнокорейской группы BTS.
С октября 2021 года глобальным амбассадором стала южнокорейская модель и актриса Чон Хоён.
С августа 2023 года глобальным амбассадором стал знаменитый южнокорейский рэпер и танцор Ли Феликс.
Специально приглашённые знаменитости для рекламных фотосессий марки, проведённых фотографом Энни Лейбовиц:
- Астронавты: Базз Олдрин, Салли Райд, Джеймс Ловелл.
- Модельеры: Марк Джейкобс, Такаси Мураками, Яёи Кусама.
- Режиссёры: Фрэнсис Форд Коппола и София Коппола.
- Актёры: Катрин Денёв, Жан Рено, Скарлетт Йоханссон, Ума Турман, Фань Бинбин, Лили Коул, Николь Кидман, Клайв Оуэн, Михаил Барышников, Летиция Каста, Хлоя Морец, Леа Сейду, Сиенна Миллер, Мишель Уильямс, Джастин Теру.
- Музыканты: Дэвид Боуи, Кит Ричардс, Дженнифер Лопес, Боно, Бейонсе, Леди Гага, Фаррелл Уильямс.
- Спортсмены: Лариса Латынина, Майкл Фелпс, Диего Марадона, Пеле, Зинедин Зидан, Андре Агасси, Штеффи Граф, Мохаммед Али.